# Vocance
Vocance é uma comuna francesa na região administrativa de Auvérnia-Ródano-Alpes, no departamento de Ardèche. Estende-se por uma área de 17,17 km². Em 2010 a comuna tinha 617 habitantes (densidade: 35,9 hab./km²).